# Emmanuel Ilunga Ngoie Kasongo
Emmanuel Ilunga Ngoie Kasongo, né le 16 novembre 1963 à Kolwezi au Katanga, est un homme politique congolais.
Membre fondateur du Parti Action républicaine pour le progrès (ARP) en 2013, il participe en 2016 à Genval au conclave de l’opposition congolaise convoqué par Étienne Tshisekedi, président de l'Union pour la démocratie et le progrès social (UDPS), puis au dialogue de la cité de l’OUA et en 2018 à celui de la CENCO.
Il est nommé en 2016 vice-ministre des Affaires étrangères chargé des Congolais de l’étranger dans le gouvernement Badibanga.
En 2017, il est promu ministre délégué aux Affaires étrangères chargé des Congolais de l’étranger et fait également 2 mois d’intérim comme ministre des Affaires foncières dans le gouvernement Tshibala.
Il est depuis 2018 membre du Front commun pour le Congo (FCC), un regroupement politique dont l'autorité morale est l'ancien président congolais, Joseph Kabila Kabange.

## Famille
Emmanuel Ilunga est le cinquième d’une famille de 9 enfants. Il est né à Kolwezi et a grandi à Lubumbashi au Katanga. Il est originaire du Kasaï oriental. Son père, Kasongo Ilunga Valérien, est commerçant à Kolwezi à l’époque belge. Il a également été collaborateur de la société générale d’alimentation (SGA). Sa mère, Ngoya Veronique, est commerçante au marché central de Lubumbashi. Kasaïen par son père, il revendique également des origines katangaises[réf. nécessaire] via sa grand-mère maternelle qui était Lunda. En 1994, il épouse Marthe, née Ngalula, avec qui il a eu 3 garçons : Tobie (né en 1996), Jeremy (en 1999) et Auriel (en 2003).

## Formations
Emmanuel Ilunga a obtenu un baccalauréat pédagogie en 1988 au Lycée Kiwele à Lubumbashi.
Après un passage à l’université de Kinshasa et à Cheikh-Anta-Diop au Sénégal, il part en 1989 en France où il s’inscrit à l’Université Paris-VIII. En 1990, il interrompt sa formation pour travailler et réunir le financement nécessaire à la vie estudiantine.
Il reprend ses études en 1994 pour finir diplômé d’une maitrise en droit à l’université Paris-VIII. Parallèlement à ses études universitaires, Emmanuel Ilunga a suivi un cursus au CNAM qui lui a permis d’obtenir un diplôme en comptabilité. 

## L’homme d’affaires
À la sortie de ses études, Emmanuel Ilunga opte pour l’entreprenariat. Il crée sa première société en 1998. C’est dans le secteur de la sécurité qui prend ses marques. Il gagne plusieurs marchés dont la sécurité de plusieurs enseignes Sephora à Paris.
Il répond à un appel d'offres et gagne le marché proposé par une grande chaîne de restauration rapide. Il devient un sous-traitant de la marque dans le nettoyage industriel, avec une dizaine d’établissements à sa charge. Sa société assure la propreté des enseignes. Il emploie alors près de 100 personnes.
Emmanuel Ilunga a également créé une autre entreprise IngaSon fermée depuis. Dans une interview, il revient sur ses activités en France et affirme « L'Europe d'hier, n'est plus celle d'aujourd'hui».

## Premiers engagements politiques
À Paris-VIII, Emmanuel Ilunga et d’autres étudiants voient plusieurs de leurs camarades souffrir de démarches administratives qui les empêchent par fois d’assister aux examens et d’autres de se voir expulser de la France.
Il crée avec Joseph Yakété, devenu ministre de la Défense en Centrafrique, Jean-Marie Mboyo et d’autres, le Collectif des étudiants étrangers afin de lutter pour la régularisation de tous les étudiants sans papiers de l’Université. Ils obtiennent des sièges au conseil d’administration de l’université.
Après ses études, il fonde en 1996 l’association Action congolaise pour le développement qui se mue en parti politique en 1999. Elle devient alors Action républicaine pour le progrès. Il est officiellement reconnu en République démocratique du Congo en 2013.

## Carrière politique

### Vice-ministre des Congolais de l’étranger
En décembre 2016, il est nommé vice-ministre des Affaires étrangers chargé des Congolais de l’étranger dans le gouvernement Samy Badibanga.
Ce gouvernement est issu du dialogue inter congolais sous la médiation de l’Union africaine représentée par l’ancien premier ministre togolais Edem Kodjo.

### Ministre délégué
Depuis décembre 2016, il est chargé des Congolais de l’étranger : d’abord comme vice-ministre, puis comme ministre délégué. C’est le gouvernement Bruno Tshibala, un ancien compagnon de lutte d’Étienne Tshisekedi.
Il a mené une diplomatie active dans plusieurs pays où les Congolais étaient en souffrance. Il s’est rendu en Malaisie, en Libye, en Angola, en Ouganda, au Congo Brazzaville… pour apporter l’aide de la république.
Sous le mandat d'Emmanuel Ilunga au ministère des Congolais de l'étranger, la disposition constitutionnelle permettant à cette population de voter, n'a pu être respectée. À la présidentielle de 2018, les congolais de l'étranger n'ont pu prendre part à ce rendez-vous démocratique.

### Ministre des Affaires foncières a.i.
Après la présidentielle de 2018, en plus de son ministère aux Affaires étrangères, il prend en charge comme intérimaire celui des Affaires foncières.
Le 23 mars 2018, il crée la commission Étienne Tshisekedi chargée de lutter pour la justice sociale et surtout répertorier tous les cas où certains citoyens ont été délogés de force ou privés de leurs biens afin de les remettre dans leurs droits.
Il a permis à 44 familles de récupérer leurs maisons obtenues malhonnêtement par des généraux et autres acteurs politiques de premier plan.
Les actions menées par Emmanuel Ilunga aux ministères des affaires foncières créent beaucoup de mécontents. Il s’oppose également au premier ministre Bruno Tshibala sur le logement occupé illégalement par son directeur de cabinet. Bruno Tshibala exigera sa démission.
Il est depuis 2018 membre du Front commun pour le Congo (FCC), un regroupement politique dont l'autorité morale est l'ancien président congolais, Joseph Kabila Kabange. 